# Cúp bóng đá Nam Mỹ 2024 (Bảng C)
Bảng C của Cúp bóng đá Nam Mỹ 2024 là một trong bốn bảng đấu trong khuôn khổ vòng bảng của giải đấu với sự góp mặt của đội chủ nhà Hoa Kỳ, Uruguay, Panama và Bolivia. Các trận đấu tại bảng C sẽ diễn ra từ ngày 23 tháng 6 đến ngày 1 tháng 7 năm 2024 tại sáu sân vận động trên khắp Hoa Kỳ.
2 đội đứng đầu bảng đấu sẽ góp mặt tại tứ kết.

## Các đội tuyển
| Vị trí bốc thăm | Đội tuyển | Nhóm hạt giống | Liên đoàn | Tư cách vượt qua vòng loại              | Số lần tham dự | Lần tham dự gần nhất | Thành tích tốt nhất lần trước           | Bảng xếp hạng FIFA | Bảng xếp hạng FIFA |
| Vị trí bốc thăm | Đội tuyển | Nhóm hạt giống | Liên đoàn | Tư cách vượt qua vòng loại              | Số lần tham dự | Lần tham dự gần nhất | Thành tích tốt nhất lần trước           | Tháng 11 năm 2023  | Tháng 6 năm 2024   |
| --------------- | --------- | -------------- | --------- | --------------------------------------- | -------------- | -------------------- | --------------------------------------- | ------------------ | ------------------ |
| C1              | Hoa Kỳ    | 1              | CONCACAF  | Bán kết CONCACAF Nations League 2023–24 | Lần thứ 5      | 2016                 | Hạng tư (1995, 2016)                    | 12                 | 11                 |
| C2              | Uruguay   | 2              | CONMEBOL  | Đặc cách tham dự                        | Lần thứ 46     | 2021                 | Vô địch (15 lần, lần gần nhất vào 2011) | 11                 | 14                 |
| C3              | Panama    | 3              | CONCACAF  | Bán kết CONCACAF Nations League 2023–24 | Lần thứ 2      | 2016                 | Vòng bảng (2016)                        | 41                 | 43                 |
| C4              | Bolivia   | 4              | CONMEBOL  | Đặc cách tham dự                        | Lần thứ 29     | 2021                 | Vô địch (1963)                          | 85                 | 84                 |

Ghi chú
1. ↑  Bảng xếp hạng của tháng 11 năm 2023 được áp dụng để xếp các nhóm hạt giống cho lễ buổi bốc thăm.

## Bảng xếp hạng
| VT | Đội        | ST | T | H | B | BT | BB | HS | Đ | Giành quyền tham dự                 |
| -- | ---------- | -- | - | - | - | -- | -- | -- | - | ----------------------------------- |
| 1  | Uruguay    | 3  | 3 | 0 | 0 | 9  | 1  | +8 | 9 | Đi tiếp vào vòng đấu loại trực tiếp |
| 2  | Panama     | 3  | 2 | 0 | 1 | 6  | 5  | +1 | 6 | Đi tiếp vào vòng đấu loại trực tiếp |
| 3  | Hoa Kỳ (H) | 3  | 1 | 0 | 2 | 3  | 3  | 0  | 3 |                                     |
| 4  | Bolivia    | 3  | 0 | 0 | 3 | 1  | 10 | −9 | 0 |                                     |

## Các trận đấu
Các trận đấu đều sẽ diễn ra theo giờ địa phương.

### Hoa Kỳ vs Bolivia
| Hoa Kỳ                     | 2–0      | Bolivia |
| -------------------------- | -------- | ------- |
| - Pulisic 3' - Balogun 44' | Chi tiết |         |

| Hoa Kỳ | Bolivia |

| TM               | 1  | Matt Turner           |     |     |
| HV               | 22 | Joe Scally            |     |     |
| HV               | 3  | Chris Richards        |     |     |
| HV               | 13 | Tim Ream              |     |     |
| HV               | 5  | Antonee Robinson      |     |     |
| TV               | 8  | Weston McKennie       | 49' | 78' |
| TV               | 4  | Tyler Adams           |     | 46' |
| TV               | 7  | Giovanni Reyna        |     | 65' |
| TĐ               | 21 | Timothy Weah          |     | 86' |
| TĐ               | 20 | Folarin Balogun       |     | 65' |
| TĐ               | 10 | Christian Pulisic (c) |     |     |
| Thay người:      |    |                       |     |     |
| TV               | 6  | Yunus Musah           |     | 46' |
| TĐ               | 9  | Ricardo Pepi          |     | 65' |
| TV               | 15 | Johnny Cardoso        |     | 65' |
| TV               | 14 | Luca de la Torre      |     | 78' |
| TĐ               | 11 | Brenden Aaronson      |     | 86' |
| Huấn luyện viên: |    |                       |     |     |
| Gregg Berhalter  |    |                       |     |     |

| TM                  | 23 | Guillermo Viscarra |     |     |
| HV                  | 2  | Jesús Sagredo      |     |     |
| HV                  | 4  | Luis Haquín (c)    | 31' |     |
| HV                  | 21 | José Sagredo       |     |     |
| HV                  | 6  | Leonel Justiniano  | 27' | 46' |
| TV                  | 3  | Diego Medina       |     | 46' |
| TV                  | 20 | Fernando Saucedo   |     |     |
| TV                  | 15 | Gabriel Villamíl   | 28' |     |
| TV                  | 17 | Roberto Fernández  |     | 75' |
| TĐ                  | 9  | César Menacho      |     | 46' |
| TĐ                  | 19 | Bruno Miranda      |     | 68' |
| Thay người:         |    |                    |     |     |
| TV                  | 7  | Miguel Terceros    |     | 46' |
| TĐ                  | 18 | Rodrigo Ramallo    |     | 46' |
| TV                  | 22 | Héctor Cuéllar     |     | 46' |
| TĐ                  | 11 | Carmelo Algarañaz  |     | 68' |
| TV                  | 10 | Ramiro Vaca        |     | 75' |
| Huấn luyện viên:    |    |                    |     |     |
| Antônio Carlos Zago |    |                    |     |     |

| Cầu thủ xuất sắc nhất trận: Christian Pulisic (Hoa Kỳ) Trợ lý trọng tài: Daniele Bindoni (Ý) Alberto Tegoni (Ý) Trọng tài bàn: Jhon Ospina (Colombia) Trọng tài dự phòng: Jhon Gallego (Colombia) Trợ lý trọng tài video: Marco Di Bello (Ý) Trợ lý tổ trợ lý trọng tài video: Aleandro Di Paolo (Ý) |

### Uruguay vs Panama
| Uruguay                                  | 3–1      | Panama          |
| ---------------------------------------- | -------- | --------------- |
| - M. Araújo 16' - Núñez 85' - Viña 90+1' | Chi tiết | - Murillo 90+5' |

| Uruguay | Panama |

| TM               | 1  | Sergio Rochet          |  |     |
| HV               | 8  | Nahitan Nández         |  |     |
| HV               | 4  | Ronald Araújo          |  | 46' |
| HV               | 16 | Mathías Olivera        |  | 60' |
| HV               | 17 | Matías Viña            |  |     |
| TV               | 5  | Manuel Ugarte          |  |     |
| TV               | 15 | Federico Valverde (c)  |  | 84' |
| TV               | 11 | Facundo Pellistri      |  |     |
| TV               | 10 | Giorgian de Arrascaeta |  | 60' |
| TV               | 20 | Maximiliano Araújo     |  |     |
| TĐ               | 19 | Darwin Núñez           |  |     |
| Thay người:      |    |                        |  |     |
| HV               | 2  | José María Giménez     |  | 46' |
| TV               | 7  | Nicolás de la Cruz     |  | 60' |
| HV               | 3  | Sebastián Cáceres      |  | 60' |
| TV               | 6  | Rodrigo Bentancur      |  | 84' |
| Huấn luyện viên: |    |                        |  |     |
| Marcelo Bielsa   |    |                        |  |     |

| TM                  | 22 | Orlando Mosquera       |     |     |
| HV                  | 24 | Edgardo Fariña         |     |     |
| HV                  | 3  | José Córdoba           |     |     |
| HV                  | 25 | Roderick Miller        |     |     |
| HV                  | 23 | Michael Amir Murillo   |     |     |
| HV                  | 15 | Eric Davis (c)         |     |     |
| TV                  | 7  | José Luis Rodríguez    |     | 84' |
| TV                  | 6  | Cristian Martínez      |     | 65' |
| TV                  | 8  | Adalberto Carrasquilla |     | 89' |
| TV                  | 10 | Yoel Bárcenas          |     | 89' |
| TĐ                  | 17 | José Fajardo           |     | 84' |
| Thay người:         |    |                        |     |     |
| TV                  | 14 | Jovani Welch           | 68' | 65' |
| TĐ                  | 9  | Eduardo Guerrero       |     | 84' |
| TV                  | 13 | Freddy Góndola         |     | 84' |
| TV                  | 5  | Abdiel Ayarza          |     | 89' |
| TV                  | 26 | Kahiser Lenis          |     | 89' |
| Huấn luyện viên:    |    |                        |     |     |
| Thomas Christiansen |    |                        |     |     |

| Cầu thủ xuất sắc nhất trận: Maximiliano Araújo (Uruguay) Trợ lý trọng tài: Claudio Urrutia (Chile) Miguel Rocha (Chile) Trọng tài bàn: Juan Benitez (Paraguay) Trọng tài dự phòng: Eduardo Cardozo (Paraguay) Trợ lý trọng tài video: Mauro Vigliano (Argentina) Trợ lý tổ trợ lý trọng tài video: Héctor Paletta (Argentina) |

### Panama vs Hoa Kỳ
| Panama                       | 2–1      | Hoa Kỳ        |
| ---------------------------- | -------- | ------------- |
| - Blackman 26' - Fajardo 83' | Chi tiết | - Balogun 22' |

| Panama | Hoa Kỳ |

| TM                  | 22 | Orlando Mosquera       |       |     |
| HV                  | 24 | Edgardo Fariña         | 90+2' |     |
| HV                  | 3  | José Córdoba           |       |     |
| HV                  | 25 | Roderick Miller        |       |     |
| HV                  | 23 | Michael Amir Murillo   |       |     |
| HV                  | 15 | Eric Davis (c)         |       |     |
| TV                  | 2  | César Blackman         |       | 60' |
| TV                  | 6  | Cristian Martínez      |       | 76' |
| TV                  | 8  | Adalberto Carrasquilla | 88'   |     |
| TV                  | 10 | Yoel Bárcenas          |       |     |
| TĐ                  | 9  | Eduardo Guerrero       | 45'   | 46' |
| Thay người:         |    |                        |       |     |
| TĐ                  | 17 | José Fajardo           |       | 46' |
| TV                  | 13 | Freddy Góndola         | 90+3' | 60' |
| TV                  | 5  | Abdiel Ayarza          |       | 76' |
| Huấn luyện viên:    |    |                        |       |     |
| Thomas Christiansen |    |                        |       |     |

| TM               | 1  | Matt Turner            |     | 46' |
| HV               | 22 | Joe Scally             |     |     |
| HV               | 3  | Chris Richards         | 89' |     |
| HV               | 13 | Tim Ream               |     | 86' |
| HV               | 5  | Antonee Robinson       | 33' |     |
| TV               | 4  | Tyler Adams            |     | 46' |
| TV               | 8  | Weston McKennie        |     |     |
| TV               | 7  | Giovanni Reyna         |     | 46' |
| TĐ               | 21 | Timothy Weah           | 18' |     |
| TĐ               | 20 | Folarin Balogun        |     | 72' |
| TĐ               | 10 | Christian Pulisic (c)  |     |     |
| Thay người:      |    |                        |     |     |
| TM               | 18 | Ethan Horvath          |     | 46' |
| HV               | 2  | Cameron Carter-Vickers |     | 46' |
| TV               | 15 | Johnny Cardoso         |     | 46' |
| TĐ               | 9  | Ricardo Pepi           |     | 72' |
| TĐ               | 26 | Josh Sargent           |     | 86' |
| Huấn luyện viên: |    |                        |     |     |
| Gregg Berhalter  |    |                        |     |     |

| Cầu thủ xuất sắc nhất trận: Folarin Balogun (Hoa Kỳ) Trợ lý trọng tài: David Moran (El Salvador) Henri Pupiro (Nicaragua) Trọng tài bàn: Kevin Ortega (Peru) Trọng tài dự phòng: Stephen Atoche (Peru) Trợ lý trọng tài video: Tatiana Guzmán (Nicaragua) Trợ lý tổ trợ lý trọng tài video: David Rodriguez (Colombia) |

### Uruguay vs Bolivia
| Uruguay                                                                | 5–0      | Bolivia |
| ---------------------------------------------------------------------- | -------- | ------- |
| - Pellistri 8' - Nunez 21' - Araújo 77' - Valverde 81' - Bentancur 89' | Chi tiết |         |

| Uruguay | Bolivia |

| TM               | 1  | Sergio Rochet          |  |     |
| HV               | 8  | Nahitan Nández         |  |     |
| HV               | 4  | Ronald Araújo          |  |     |
| HV               | 16 | Mathías Olivera        |  |     |
| HV               | 17 | Matías Viña            |  | 83' |
| TV               | 15 | Federico Valverde (c)  |  | 86' |
| TV               | 5  | Manuel Ugarte          |  |     |
| TV               | 11 | Facundo Pellistri      |  | 86' |
| TV               | 7  | Nicolás de la Cruz     |  | 89' |
| TV               | 20 | Maximiliano Araújo     |  |     |
| TĐ               | 19 | Darwin Núñez           |  | 83' |
| Thay người:      |    |                        |  |     |
| HV               | 24 | Lucas Olaza            |  | 83' |
| TĐ               | 9  | Luis Suarez            |  | 83' |
| TV               | 6  | Rodrigo Bentancur      |  | 86' |
| TĐ               | 25 | Cristian Olivera       |  | 86' |
| TV               | 10 | Giorgian de Arrascaeta |  | 89' |
| Huấn luyện viên: |    |                        |  |     |
| Marcelo Bielsa   |    |                        |  |     |

| TM                  | 23 | Guillermo Viscarra |     |     |
| HV                  | 22 | Héctor Cuéllar     |     |     |
| HV                  | 4  | Luis Haquín (c)    |     |     |
| HV                  | 21 | José Sagredo       |     |     |
| HV                  | 25 | Yomar Rocha        | 65' | 74' |
| HV                  | 17 | Roberto Fernández  |     | 46' |
| TV                  | 7  | Miguel Terceros    |     | 68' |
| TV                  | 16 | Boris Céspedes     |     |     |
| TV                  | 15 | Gabriel Villamíl   |     |     |
| TV                  | 10 | Ramiro Vaca        |     | 74' |
| TĐ                  | 11 | Carmelo Algarañaz  |     | 82' |
| Thay người:         |    |                    |     |     |
| HV                  | 24 | Marcelo Suárez     |     | 46' |
| TĐ                  | 13 | Lucas Chávez       |     | 68' |
| HV                  | 3  | Diego Medina       |     | 74' |
| TĐ                  | 8  | Jaume Cuéllar      |     | 74' |
| TV                  | 26 | Adalid Terrazas    |     | 82' |
| Huấn luyện viên:    |    |                    |     |     |
| Antônio Carlos Zago |    |                    |     |     |

| Cầu thủ xuất sắc nhất trận: Maximiliano Araújo (Uruguay) Trợ lý trọng tài: Eduardo Cardozo (Paraguay) Milciades Saldivar (Paraguay) Trọng tài bàn: Edina Alves (Brasil) Trọng tài dự phòng: Migdalia Rodriguez (Venezuela) Trợ lý trọng tài video: Rodrigo Carvajal (Chile) Trợ lý tổ trợ lý trọng tài video: José Cuevas (Paraguay) |

### Hoa Kỳ vs Uruguay
| Hoa Kỳ | 0–1      | Uruguay          |
| ------ | -------- | ---------------- |
|        | Chi tiết | - M. Olivera 66' |

| Hoa Kỳ | Uruguay |

| TM               | 1  | Matt Turner           |     |     |
| HV               | 22 | Joe Scally            |     | 79' |
| HV               | 3  | Chris Richards        | 33' |     |
| HV               | 13 | Tim Ream              |     | 89' |
| HV               | 5  | Antonee Robinson      |     |     |
| TV               | 8  | Weston McKennie       |     |     |
| TV               | 4  | Tyler Adams           | 17' |     |
| TV               | 6  | Yunus Musah           |     | 72' |
| TĐ               | 10 | Christian Pulisic (c) |     |     |
| TĐ               | 20 | Folarin Balogun       |     | 41' |
| TĐ               | 7  | Giovanni Reyna        |     |     |
| Thay người:      |    |                       |     |     |
| TĐ               | 9  | Ricardo Pepi          |     | 41' |
| TĐ               | 26 | Josh Sargent          |     | 72' |
| TĐ               | 19 | Haji Wright           |     | 79' |
| TV               | 17 | Malik Tillman         |     | 89' |
| Huấn luyện viên: |    |                       |     |     |
| Gregg Berhalter  |    |                       |     |     |

| TM               | 1  | Sergio Rochet         |       |     |
| HV               | 8  | Nahitan Nández        |       |     |
| HV               | 4  | Ronald Araújo         |       |     |
| HV               | 16 | Mathías Olivera       |       |     |
| HV               | 17 | Matías Viña           |       | 72' |
| TV               | 5  | Manuel Ugarte         |       | 88' |
| TV               | 15 | Federico Valverde (c) |       |     |
| TV               | 11 | Facundo Pellistri     |       |     |
| TV               | 7  | Nicolás de la Cruz    |       | 79' |
| TV               | 20 | Maximiliano Araújo    |       | 27' |
| TĐ               | 19 | Darwin Núñez          | 45+3' | 88' |
| Thay người:      |    |                       |       |     |
| TĐ               | 26 | Cristian Olivera      |       | 27' |
| HV               | 2  | José María Giménez    |       | 72' |
| TV               | 6  | Rodrigo Bentancur     |       | 79' |
| HV               | 3  | Sebastián Cáceres     |       | 88' |
| TĐ               | 9  | Luis Suárez           |       | 88' |
| Huấn luyện viên: |    |                       |       |     |
| Marcelo Bielsa   |    |                       |       |     |

| Cầu thủ xuất sắc nhất trận: Mathias Olivera (Uruguay) Trợ lý trọng tài: Michael Orué (Peru) Stephen Atoche (Peru) Trọng tài bàn: Augusto Menéndez (Peru) Trọng tài dự phòng: José Antelo (Bolivia) Trợ lý trọng tài video: Carlos Orbe (Ecuador) Trợ lý tổ trợ lý trọng tài video: Bryan Loayza (Ecuador) |

### Bolivia vs Panama
| Bolivia       | 1–3      | Panama                                     |
| ------------- | -------- | ------------------------------------------ |
| - Miranda 69' | Chi tiết | - Fajardo 22' - Guerrero 79' - Yanis 90+1' |

| Bolivia | Panama |

| TM                  | 23 | Guillermo Viscarra |     |     |
| HV                  | 22 | Héctor Cuéllar     |     |     |
| HV                  | 4  | Luis Haquín (c)    |     |     |
| HV                  | 24 | Marcelo Suárez     |     |     |
| TV                  | 25 | Yomar Rocha        |     | 63' |
| TV                  | 16 | Boris Céspedes     |     | 63' |
| TV                  | 15 | Gabriel Villamíl   | 21' | 63' |
| TV                  | 21 | José Sagredo       |     |     |
| TV                  | 7  | Miguel Terceros    |     | 81' |
| TV                  | 10 | Ramiro Vaca        |     | 81' |
| TĐ                  | 11 | Carmelo Algarañaz  |     |     |
| Thay người:         |    |                    |     |     |
| TĐ                  | 19 | Bruno Miranda      |     | 63' |
| TV                  | 26 | Adalid Terrazas    | 86' | 63' |
| TV                  | 6  | Leonel Justiniano  |     | 63' |
| TV                  | 20 | Fernando Saucedo   |     | 81' |
| TĐ                  | 13 | Lucas Chávez       |     | 81' |
| Huấn luyện viên:    |    |                    |     |     |
| Antônio Carlos Zago |    |                    |     |     |

| TM                  | 22 | Orlando Mosquera     |     |     |
| HV                  | 24 | Edgardo Fariña       |     |     |
| HV                  | 3  | José Córdoba         |     |     |
| HV                  | 16 | Carlos Harvey        |     | 74' |
| HV                  | 23 | Michael Amir Murillo | 42' | 46' |
| HV                  | 15 | Eric Davis (c)       |     |     |
| TV                  | 2  | César Blackman       |     |     |
| TV                  | 6  | Cristian Martínez    |     | 74' |
| TV                  | 14 | Jovani Welch         |     | 90' |
| TV                  | 10 | Yoel Bárcenas        |     |     |
| TĐ                  | 17 | José Fajardo         |     | 84' |
| Thay người:         |    |                      |     |     |
| TV                  | 26 | Kahiser Lenis        |     | 46' |
| TV                  | 5  | Abdiel Ayarza        |     | 74' |
| TĐ                  | 9  | Eduardo Guerrero     |     | 74' |
| TV                  | 13 | Freddy Góndola       |     | 84' |
| TV                  | 21 | César Yanis          |     | 90' |
| Huấn luyện viên:    |    |                      |     |     |
| Thomas Christiansen |    |                      |     |     |

| Cầu thủ xuất sắc nhất trận: Cristian Martínez (Panama) Trợ lý trọng tài: Neuza Back (Brasil) Mary Blanco (Colombia) Trọng tài bàn: Raphael Claus (Brasil) Trọng tài dự phòng: Bruno Boschilia (Brasil) Trợ lý trọng tài video: Rodolpho Toski (Brasil) Trợ lý tổ trợ lý trọng tài video: Joel Alarcón (Peru) |